# Seznam ameriških dirigentov
Seznam ameriških dirigentov.

## A
- Maurice Abravanel
- Kurt Herbert Adler
- Samuel Adler (skladatelj)
- Marin Alsop
- Robert Ambrose
- Kenneth Amis

## B
- Frank Battisti
- Leonard Bernstein
- Herbert Blomstedt (švedsko-ameriški)
- Leon Botstein
- Joseph Carl Breil
- Andy Brick
- David Burge

## C
- Evan Christ
- Michael Christie
- James Conlon
- David Connell
- Robert Craft

## D
- Dean Dixon
- Antal Doráti
- David Dworkin

## E
- David Effron

## F
- Frederick Fennell
- Arthur Fiedler
- Leon Fleisher
- Gene Forrell
- Nahan Franko

## G
- James Gaffigan
- Alan Gilbert
- Predrag Gosta
- Percy Grainger

## H
- Frederick Harris mlajši
- Bernard Herrmann
- Bill Holman
- Jascha Horenstein
- James Horner

## J
- Kristjan Järvi

## K
- Kenneth Kiesler
- Erich Wolfgang Korngold
- Stephen Kovacevich

## L
- Andrew Lane
- Erich Leinsdorf
- James Levine

## M
- Lorin Maazel
- Peter Matz
- Bobby McFerrin
- Yehudi Menuhin
- Dimitri Mitropoulos (Grk)
- John Moriarty

## N
- John Nelson
- Carter Nice
- Weston Noble

## O
- Eugene Ormandy

## P
- George Pehlivanian
- Murray Perahia
- Ionel Perlea
- Itzhak Perlman
- André Previn (1929-2019)

## R
- Julius Rudel

## S
- Harvey Sachs
- Kenneth Schermerhorn
- Lalo Schifrin
- Thomas Schippers
- Robert Shaw (dirigent)
- Joseph Silverstein
- Leonard Slatkin
- Alexander Smallens
- Richard Sparks
- William Grant Still
- Leopold Stokowski
- Robert Strassburg
- George Szell

## T
- Michael Tilson Thomas
- Theodore Thomas
- James Tuggle

## W
- Guy B. Webb
- Eric Whitacre
- John Towner Williams

## Z
- Benjamin Zander
- Frank Zappa
- David Zinman